# Batalla de La Madeleine
La batalla de La Madeleine, también conocido como operación Madelaine, fue un enfrentamiento bélico acontecido en agosto de 1944 en el contexto de la liberación de  Francia de los nazis durante la Segunda Guerra Mundial.

## Antecedentes
Los Aliados estaban ya avanzando por todo el oeste francés, tras el desembarco de Normandía, por lo que De Gaulle, contraviniendo las órdenes de Eisenhower, ordena a la guerrilla entorpecer lo máximo posible las maniobras alemanas que se dedican a acumular reservas en las zonas cercanas al desembarco. Así pues, a mediados de agosto de 1944, se le ordena a la Agrupación de Guerrilleros Españoles atacar a una columna de la Wehrmacht, que partía de Toulouse hacia París, y que había sido localizada en Albi y Beziers y tenía el camino totalmente libre para entrar en combate.
Un destacamento de treinta y seis guerrilleros al mando del comandante Gabriel Pérez decide dirigirse al lugar junto con cuatro franceses, conocedores de aquel terreno, que les asesoran con todo detalle en el sitio donde deben colocarse. Toman posición en las alturas colindantes al Castillo de Tornac, desde donde se divisa la carretera y la vía férrea. Los especialistas en el manejo de explosivos colocaron cargas debajo de los dos puentes: el de la carretera y el del ferrocarril. Además son colocadas diversas trampas y el pueblo es evacuado.

## La Batalla
Sobre las tres de la tarde, un grupo de motoristas alemanes que encabeza la columna alemana es divisado por los Aliados. La columna está compuesta por tres cañones, cuatro semiorugas, cinco blindados y sesenta camiones, que acompañan a un millar y medio de hombres. 
El mando aliado da la orden a los guerrilleros, a los que se les había ordenado que se moviesen con rapidez y fueran cambiando de posición para aparentar ser un mayor número, de permanecer cada uno en su puesto en espera de que la columna se aproximase a los puentes y una parte de la misma comience a cruzarlos, a partir de cuyo momento se volarían los puentes entre el cruce de la carretera y el pueblo de Tornac. El jefe de la guerrilla da orden de volar el puente, cortando la vía férrea y la carretera y una tercera explosión intercepta la carretera detrás de la columna, dejando así a los alemanes sin poder avanzar ni retroceder.
A las siete de la tarde hay un alto el fuego, solicitado por los alemanes, para parlamentar; aunque, al ver que se trata de guerrilleros, los nazis se niegan a rendirse. Se llega a una tregua de dos horas en la que dos oficiales alemanes son conducidos hasta Anduze para negociar con los jefes españoles en presencia de la única fuerza regular del lugar: el jefe de la gendarmería. El jefe de los guerrilleros exige la rendición sin condiciones a lo que se niega Konrad A. Nietzsche.
Los alemanes rompieron la tregua atacando las posiciones de los guerrilleros durante más de dos horas, tiempo en el que aparecieron refuerzos que habían solicitado a las Fuerzas Francesas del Interior. Aun así, los germanos siguieron lanzando ataques hasta que apareció la aviación inglesa, que había sido avisada por un avión de reconocimiento que pasó por allí, y empezó a bombardear las líneas enemigas. Sobre el mediodía, finalmente los nazis acabaron rindiéndose desplegando la bandera blanca. 
El oficial alemán al ver quién y cuántos les habían derrotado decidió quitarse la vida de un disparo.